# Montsaugeon
Montsaugeon korábbi község Franciaországban, Haute-Marne megyében. Lakosainak száma 85 fő (2018. január 1.). Montsaugeon Choilley-Dardenay, Dommarien, Isômes, Le Montsaugeonnais és Vaux-sous-Aubigny községekkel határos.
2016. január 1-jén Prauthoy és Vaux-sous-Aubigny korábbi községgel egyesült és az így létrejött Le Montsaugeonnais új község része lett.

## Népesség
A település népességének változása:
| Lakosok száma | 134  | 116  | 69   | 102  | 78   | 67   | 69   | 78   | 88   | 85   |
|               | 1962 | 1968 | 1982 | 1990 | 1999 | 2008 | 2011 | 2013 | 2017 | 2018 |